# Pablo Schreiber
Pablo Schreiber (nascido em 26 de abril de 1978) é um ator canadense-americano, conhecido por seu trabalho teatral dramático e por sua interpretação de Nick Sobotka em The Wire e por seu papel de George "Pornstache" Mendez em Orange Is the New Black, pelo qual recebeu uma indicação ao Primetime Emmy de Melhor Ator Convidado em Série Dramática. Ele foi indicado ao Tony Award por sua atuação em Awake and Sing! na Broadway. Ele também narrou o audiobook americano Psycho.

## Início da vida
Schreiber nasceu em uma comuna hippie em Ymir, na Colombia Britânica, antes de se mudar para a comunidade rural não-incorporada de Winlaw na mesma cidade, quando tinha seis meses de idade. Seu pai americano, Tell Carroll Schreiber, era ator, assim como seu meio-irmão Liev Schreiber, filho da primeira esposa de seu pai, que havia se divorciado de Tell Carroll cinco anos antes de Pablo nascer. A mãe de Pablo, Lorraine Reaveley, é uma psicoterapeuta canadense. Seu pai, tendo um forte interesse pela literatura, nomeou Pablo em homenagem ao poeta chileno Pablo Neruda. Seus pais se separaram quando ele tinha 12 anos e Schreiber mudou-se para Seattle, Washington, com seu pai. Após o ensino médio, Schreiber se matriculou na Universidade de São Francisco, onde ele esperava ganhar uma vaga em seu time de basquete. Mais tarde, ele se transferiu para a Universidade Carnegie Mellon, em Pittsburgh, Pensilvânia, e se formou em 2000 com um diploma em teatro.

## Carreira
Ele apareceu nos filmes The Manchurian Candidate, Lords of Dogtown e Happythankyoumoreplease. Ele também teve um papel recorrente no Law & Order: Special Victims Unit como um violador sadista, e apareceu na série FX Lights Out .
Em 2011, Schreiber estrelou no Off-Broadway Gruesome Playground Injuries no Second Stage Theater. Ele apareceu na sétima temporada de Weeds como Demetri Ravitch, o fornecedor de drogas de Nancy Botwin.
BuddyTV classificou-o número setenta e sete na sua lista de "TV's Sexiest Men of 2011".
Em outubro de 2012, Schreiber conseguiu o papel recorrente de George "Pornstache" Mendez na série de drama original da Netflix, Orange Is the New Black. Em 26 de fevereiro de 2013, ele co-estrelou como Virgil no piloto de drama da NBC Ironside, um reinício da série de 1967 de mesmo nome.
Por seu papel em Orange Is the New Black, Schreiber ganhou o prêmio We Love to Hate You no Young Hollywood Awards de 2014. Recebeu uma indicação ao Primetime Emmy de Melhor Ator Convidado em Série Dramática em 2015.
Em 2016, ele co-estrelou como Kris "Tanto" Paronto, membro da equipe GRS e ex- US Ranger no filme de guerra biográfico americano 13 Horas: Os Soldados Secretos de Benghazi. O filme foi dirigido e co-produzido por Michael Bay e escrito por Chuck Hogan, com base no livro 13 horas de Mitchell Zuckoff. Pablo Schreiber em entrevista ao Comicbook.com manifestou interesse em retratar James Howlett/Logan/Wolverine em um futuro filme de X-Men com Hugh Jackman, já tendo deixado o papel. Schreiber interpretou Mad Sweeney na primeira temporada da adaptação de Starz, Neil Gaiman, American Gods. Ele confirmou que está definido para um papel ampliado na segunda temporada.
Em abril de 2019, ele foi escalado para a série Halo no papel do protagonista Master Chief.

## Vida pessoal
Schreiber casou-se com a professora de yoga Jessica Monty em 2007; ela pediu o divórcio, citando diferenças irreconciliáveis em 2014. Eles têm dois filhos juntos, Timóteo e Dante.

## Filmografia

### Cinema
| Ano  | Título                                    | Papel                    | Notas              |
| ---- | ----------------------------------------- | ------------------------ | ------------------ |
| 2001 | Bubble Boy                                | Todd                     |                    |
| 2003 | The Mudge Boy                             | Brent                    |                    |
| 2004 | The Manchurian Candidate                  | Eddie Ingram             |                    |
| 2004 | Invitation to a Suicide                   | Kazimierz "Kaz" Malek    |                    |
| 2005 | Lords of Dogtown                          | Stecyk                   |                    |
| 2006 | Jimmy Blue                                | Jimmy                    | Filme curto        |
| 2008 | Quid Pro Quo                              | Brooster                 |                    |
| 2008 | Vicky Cristina Barcelona                  | Ben                      |                    |
| 2008 | Nights in Rodanthe                        | Charlie Torrelson        |                    |
| 2008 | Favorite Son                              | David Paxton             | Também co-produtor |
| 2009 | Breaking Upwards                          | Turner                   |                    |
| 2009 | Tell-Tale                                 | Bernard Cochius          |                    |
| 2010 | Happythankyoumoreplease                   | Charlie                  |                    |
| 2012 | Allegiance                                | Lieutenant Alec Chambers |                    |
| 2014 | Preservation                              | Sean Neary               |                    |
| 2014 | Fort Bliss                                | Staff Sergeant Donovan   |                    |
| 2014 | After                                     | Christian Valentino      |                    |
| 2015 | The Dramatics                             | Bryan Macy               |                    |
| 2016 | 13 Hours: The Secret Soldiers of Benghazi | Kris "Tanto" Paronto     |                    |
| 2016 | The King's Daughter                       | Dr. Labarthe             |                    |
| 2017 | Thumper                                   | Wyatt Rivers             |                    |
| 2017 | Big Bear                                  | Dude                     |                    |
| 2018 | Den of Thieves                            | Ray Merrimen             |                    |
| 2018 | Skyscraper                                | Ben                      |                    |
| 2018 | First Man                                 | Jim Lovell               |                    |
| 2019 | The Devil Has a Name                      | Ezekiel                  |                    |
| 2020 | Lorelei                                   | Wayland                  |                    |
| 2022 | The King's Daughter                       | Dr. Labarthe             |                    |

### Televisão
| Ano       | Título                            | Papel                      |
| --------- | --------------------------------- | -------------------------- |
| 2003      | The Wire                          | Nickolas "Nick" Sobotka    |
| 2005      | Law & Order: Criminal Intent      | Ed Lang                    |
| 2006      | Law & Order                       | Kevin Boatman              |
| 2007      | Law & Order: Special Victims Unit | Dan Kozlowski              |
| 2007      | The Black Donnellys               | Mitchell Carr              |
| 2007      | Law & Order: Criminal Intent      | TJ Hawkins                 |
| 2008      | Dirt                              | Jason Konkey               |
| 2008      | Fear Itself                       | Mattingley                 |
| 2008      | Army Wives                        | Tim                        |
| 2008      | Life on Mars                      | Kim Trent                  |
| 2008      | Law & Order                       | Sean Hauser                |
| 2009      | The Beast                         | Officer Delaney            |
| 2009      | Numbers                           | Tal Feigenbaum             |
| 2009      | It's Always Sunny in Philadelphia | Ricky Falcone              |
| 2009      | Three Rivers                      | Nick                       |
| 2010      | Medium                            | Jeremy Kiernan             |
| 2011      | Lights Out                        | Johnny Leary               |
| 2011      | The Good Wife                     | Gregory Mars               |
| 2011      | Weeds                             | Demetri Ravitch            |
| 2011      | A Gifted Man                      | Anton Little Creek         |
| 2012      | Person of Interest                | Tommy Clay                 |
| 2012      | Made in Jersey                    | Luke Aaronson              |
| 2013      | White Collar                      | JB Bellmiere               |
| 2013      | Law & Order: Special Victims Unit | William Lewis              |
| 2013      | Orange Is the New Black           | George "Pornstache" Mendez |
| 2013      | Ironside                          | Virgil                     |
| 2015      | The Brink                         | Zeke Callahan              |
| 2017–2020 | American Gods                     | Mad Sweeney                |
| 2020      | Defending Jacob                   | Neal Logiudice             |
| 2022–2024 | Halo                              | John-117 / Master Chief    |
| 2022      | Candy                             | Alan Gore                  |